# Scooby Doo i bracia Boo
Scooby Doo i bracia Boo, Scooby Doo spotyka braci Boo (ang. Scooby-Doo Meets Boo Brothers) – amerykański film animowany z 1987 roku, drugi z serii Scooby Doo. Powstał w ramach serii telewizyjnych filmów pełnometrażowych pt. Hanna-Barbera Superstars 10.
Film emitowany w Polsce na kanale Cartoon Network i Boomerang w Kinie CN i Kinie Boomerang.

## Fabuła
Kudłaty dziedziczy po swym wujku, płk. Beauregardzie posiadłość na Południu. Jedzie do niej ze Scooby'm i Scrappy'm, jednak po drodze się gubią. Wkrótce przejeżdżając przez straszny las napotykają goryla, a następnie szeryfa Rufusa Buzby’ego, który instruuje ich jak dojechać. Szeryf jednocześnie ostrzega, że posiadłość Beauregardów jest znana jako nawiedzony dom. Szeryf odjeżdża na wieść o wykolejeniu się wagonu ze zwierzętami cyrkowymi.
Kudłaty, Scooby i Scrappy docierają do posiadłości. Pogłoski o duchach okazują się prawdziwe, gdy atakują bezgłowy jeździec, upiorny wilk i duch konfederackiego żołnierza. Na miejscu spotykają Farquarda – lokaja pułkownika Beauregarda uważającego, że to on powinien otrzymać dom i klejnoty rodowe. Informacja o klejnotach przykuwa uwagę Kudłatego i psów. Okazuje się, że na terenie posiadłości podobno ukryty jest tzw. skarb Beauregardów. Niedługo przybywa szeryf informujący o grasującym gorylu w okolicy, Farquard wmawia mu, że grasuje tu duch goryla Bimbo, będącego zmarłym zwierzęciem domowym Beauregarda.
Kudłaty chce opuścić posiadłość, jednak Scrappy pokazuje mu znaleziony pierścień Beauregarda potwierdzający pogłoski o skarbie. Cała trójka jest zmuszona zostać, gdyż pick-up Kudłatego zapadł się w bagnie. Widząc ducha konfederackiego żołnierza, który wygląda jak płk Beauregard na portrecie, Kudłaty i psy decydują się wezwać pogromców duchów i dzwonią do firmy braci Boo. Okazuje się jednak, że bracia Boo sami są duchami, na szczęście przyjaznymi i sympatycznymi. Podczas prezentacji ich usług bohaterowie natrafiają się na goryla. Jednocześnie do drzwi puka dziewczyna z sąsiedztwa – Sadie-Mae Scroggins prosząca o pożyczenie czarnej melasy. Sadie zakochała się w Kudłatym, co nie spodobało się jej starszemu bratu redneckowi – Billy-Bobowi, gdyż jego ród miał na pieńku z Beauregardami.
Uciekając przed kulami ze strzelby Billy'ego i jego kompanów Kudłaty natrafia na ducha płk-a Beauregarda rozkazującego opuścić posiadłość. Wiedząc, że bez pick-upa nie opuszczą tego miejsca, Scooby i Scrappy postanawiają wykorzystać ten czas na poszukiwania skarbu. Podczas szukania czegoś do jedzenia odkrywają brylant z kolejną wskazówką dotyczącą skarbu. Za jej radą na dworze cała trójka, śledzona przez tajemniczą postać, szuka domu z sypiącymi się cegłami. Scooby natrafia się na goryla, a Kudłaty na Scrogginsów. Wkrótce Scrappy dedukuje, że chodzi o komin. Będąc na miejscu natrafiają na kolejne straszydło – Kościotrupa.
Z opresji ratują ich bracia Boo. W kominie był kolejny brylant z wskazówką. Po ucieczce przed Billy-Bobem i gorylem, Kudłaty i psy dowiadują, że muszą szukać złamanego klawisza. Chodzi o fortepian, który jest tajnym przejściem. Tam znowu natrafiają na braci Boo i z ich pomocą znajdują kolejną wskazówkę. Tym razem chodzi o zegar wahadłowy. Podczas odgadywania kolejnej wskazówki Kudłaty ku zdziwieniu Scrappy'ego oddaje jeden z brylantów Farquardowi. Następnie udają się na strych, gdzie spotykają unoszące się widmo, które kradnie naszyjnik Scarlett Beauregard.
Podczas odczytywania kolejnej wskazówki poszukiwacze widzą Farquarda z naszyjnikiem. Kudłaty jest pewien, że to Farquard straszył na strychu. Na jego tekst o braku duchów w posiadłości Beauregardów pojawiają się urażeni bracia Boo. Kudłaty wytyka im niekompetencję, gdy nagle pojawia się duch płk-a Beauregarda. Bracia Boo pomagają Kudłatemu i jego kompanii w ucieczce przed duchem płk-a Beauregarda, do piwnicy. Tam znajdują następny list, gdzie muszą znaleźć kamienny kapelusz. W tym celu udają się na cmentarz.
Na zewnątrz Kudłaty i psy są ponownie ścigani przez Billy-Boba. W trakcie pościgu dołącza szeryf chcący aresztować Billy-Boba. W końcu Billy-Bob zostaje przegoniony przez niedźwiedzia. Na cmentarzu Scooby dostrzega poruszający się nagrobek. Kudłaty nie wierzy Scooby'emu do czasu dostrzeżenia Kościotrupa. Scrappy odkrywa nagrobek z popiersiem płk-a Beauregarda, gdzie znajduje się pergamin zabrany przez jego ducha. Scrappy'emu udaje się odzyskać pergamin i skryć z Kudłatym i Scoobym w krypcie. Tam więzi ich w dole Kościotrup, który niespodziewanie ucieka. Kudłaty podsadza na górę Scrappy'ego, by pobiegł po pomoc. Okazuje się, że na miejscu jest goryl, który ich wyciąga. Kudłaty i Scooby jednak uciekają.
Cała trójka wraca do posiadłości, by przeczytać w spokoju pergamin. Wraz z braćmi Boo domyślają się, że następna wskazówka znajduje się w stajni. Ich uwagę zwraca ktoś podsłuchujący. Bracia Boo przeganiają intruza, którym jest Farquard. W stajni Kudłatego i psy nawiedza jeździec bez głowy, który okazuje się być robotem. Kudłatego nagle porywa czająca się Sadie, obściskująca go wbrew jego woli. Chcąc od niej uciec, razem wpadają do starej bryczki, która wpada do bagna. Tymczasem Scooby przez przypadek włącza mechanicznego konia i natrafia na patrolującego szeryfa. Ten uciekając każe wyłączyć konia. Kudłaty jest zaskoczony, że szeryf wiedział o mechanicznym koniu. Scrappy uważa, że niepotrzebnie podejrzewa szeryfa, jako że ten zajęty gorylem. Nagle goryl zaczyna śledzić nic nie podejrzewającego Scrappy’ego, jednak rezygnuje z zamiarów gdy zdaje sprawę, że nie jest zły i się boi. Goryl natrafia na Kościotrupa i obaj wzajemnie się przestraszają.
W bryczce zostaje odnaleziony rubin z wskazówką, która prowadzi do studni. Tam znajduje się tajny arsenał z czasów wojny secesyjnej. Kudłaty znajduje perłowy naszyjnik z następną wskazówką. Według niej muszą iść podziemnym tunelem prowadzącym do włazu. Przeszkadza im w tym duch płk-a Beauregarda, który uruchamia zastawione pułapki. Kudłatemu i psom udaje się uciec i z powrotem są w piwnicy posiadłości. Gdy chcą przeczytać następny pergamin widzą, że bracia Boo podczas ich nieobecności zrobili imprezę dla duchów. Kudłaty traci cierpliwość i każe się wynosić gościom, a potem braciom Boo. Scooby i Scrappy zgadzają się z Kudłatym wytykając im, że zamiast złapania ducha narobili tylko kłopotów. Zasmuceni bracia Boo opowiadają im, że są bezdomnymi sierotami i wzięli pracę pogromców duchów w nadziei na znalezienie własnego kąta. Wzruszeni tym Kudłaty i psy pozwalają zostać braciom Boo, pod warunkiem złapania jakiegokolwiek ducha.
Kudłaty czyta pergamin z piwnicy, według którego mają iść do niedźwiedziej jaskini. W drodze natrafiają się na Billy-Boba, którego na szczęście odgania goryl. Potem Kudłaty i psy natrafiają na niedźwiedzia, który zagania ich do jaskini. Tam znajduje się rubinowy naszyjnik z kolejną wskazówką. Nagle poszukiwaczy atakuje pick-up Kudłatego oraz niedźwiedź. Wkrótce wychodzi na jaw, że samochód był zdalnie sterowany. Gdy Kudłaty zastanawia się, co za tym się kryje, atak ponawia duch płk-a Beauregarda. W ostatniej chwili uciekają mu wprost do posiadłości.
Tam wskazówkę z naszyjnikiem zabiera goryl. Scrappy przekonuje go, by oddał pergamin w zamian za jazdę na mechanicznym koniu. Gdy Kudłaty dzwoni do szeryfa o schwytaniu goryla, kabel telefoniczny niepostrzeżenie odrywa Kościotrup. Ostatnia wskazówka znajduje się w molo, gdzie czeka Kościotrup. Podczas poszukiwań okazuje się, że skarb Beauregardów znajduje się w kominku. Kościotrup odpala łódkę, na której są Kudłaty z psami i udaje się do posiadłości. W porę bracia Boo ratują swych pracodawców. Cała szóstka udaje się do posiadłości, by rozprawić się z Kościotrupem. Okazuje się, że zarówno Kościotrupem, jak i duchem płk-a Beauregarda jest szeryf Buzby, a mianowicie podszywający się pod niego jego brat Johnny. Świętując zwycięstwo Kudłaty decyduje się oddać braciom Boo posiadłość, a skarb Beauregardów przeznaczyć na fundację wspierającą sierocińce. Gdy Kudłaty i psy opuszczają posiadłość, Scrappy dostrzega ducha płk-a Beauregarda. Początkowo Kudłaty sądzi, że to kolejny żart Scooby’ego, jednak przyspiesza gazu, gdy widzi że Scooby jest w samochodzie.

## Obsada głosowa
- Don Messick –
  - Scooby Doo,
  - Scrappy Doo
- Casey Kasem – Kudłaty
- Ronnie Schell – Freako Boo
- Rob Paulsen – Shreako Boo
- Jerry Houser – Meako Boo
- Sorrell Booke –
  - Johnny Buzby,
  - szeryf Rufus Buzby
- William Callaway –
  - duch płk-a Beauregarda,
  - Billy-Bob Scroggins,
  - goryl,
  - jeździec bez głowy,
  - unoszące się widmo
- Arte Johnson –
  - Kościotrup,
  - Farquard
- Victoria Carroll – Sadie-Mae Scroggins
- Michael Rye – burmistrz
- June Foray – śpiew

## Wersja polska
Wersja polska: Master Film

Reżyseria: Ilona Kuśmierska

Dialogi: Kaja Sikorska

Dźwięk: Małgorzata Gil

Montaż: Paweł Siwiec

Kierownictwo produkcji: Dorota Suske

Opracowanie muzyczne: Eugeniusz Majchrzak

Tekst piosenki: Andrzej Brzeski

Śpiewał: Wojciech Dmochowski

Wystąpili:
- Ryszard Olesiński – Scooby
- Jacek Bończyk – Kudłaty
- Cezary Kwieciński – Scrappy
- Mieczysław Gajda – Freako Boo
- Mirosław Guzowski – Shreako Boo
- Krzysztof Zakrzewski – Meako Boo
- Wojciech Dmochowski –
  - duch płk-a Beauregarda / Kościotrup / Johnny Buzby,
  - jeździec bez głowy,
  - unoszące się widmo
- Wojciech Machnicki – Billy-Bob Scroggins
- Kinga Tabor-Szymaniak – Sadie-Mae Scroggins
- Ryszard Nawrocki – Farquard
- Jacek Mikołajczak –
  - goryl,
  - burmistrz
- Janusz Wituch – szeryf Rufus Buzby

Lektor: Jacek Mikołajczak